# Estação Radisson
A Estação Radisson é uma das estações do Metrô de Montreal, situada em Montreal, entre a Estação Langelier e a Estação Honoré-Beaugrand. Faz parte da Linha Verde.
Foi inaugurada em 06 de junho de 1976. Localiza-se na Rua Sherbrooke. Atende o distrito de Mercier–Hochelaga-Maisonneuve.